# أحمد محمد غوليد
أحمد محمد غوليد (بالصومالية: Axmed Maxamed Guuleed)، الرئيس الأول للحركة الوطنية الصومالية (SNM).

## الحركة الوطنية الصومالية (SNM)
كان أحمد غوليد من أبرز الأعضاء المؤسسين للحركة وأول من انتخب رئيسا لها في أكتوبر 1981. لعب دورا هاما لنيل دعم الحكومة الإثيوبية.

## اسهاماته
شارك في كتابة دستور الحركة كما ساهم في صياغة الفصول التي تتناول السياسية الخارجية وهيكل الدولة الدولة المنشودة.

## استقالته من الحركة
في يناير 1982، وبعد صراع سياسي داخل الحركة قدم أحمد غوليد استقالته من الرئاسة.